# Association pour l'histoire et l'antiquité du Mecklembourg
L'Association pour l'histoire et l'antiquité du Mecklembourg, est fondée à Schwerin le 17 janvier 1835 en tant qu'association historique pour les deux parties du Mecklembourg, aujourd'hui pour la partie mecklembourgeoise du Mecklembourg-Poméranie-Occidentale.

## Histoire
L'association, fondée par 48 personnes, atteint rapidement un grand nombre d'adhérents.
Le dernier archiviste de Schwerin, Georg Christian Friedrich Lisch, joue un rôle important dans la fondation de l'association. Au début, l'association recrute ses membres principalement dans les milieux sociaux supérieurs et dans la classe moyenne éduquée.
Après 1933, l'association se soumet à la direction nationale-socialiste. Dans l'annuaire de 1935, à la suite de la mort du conseil précédent, la nomination et l'élection statutaire ultérieure du chef de club orienté national-socialiste Stuhr sont annoncées. Aux pages 289 à 294 se trouve le nouveau statut, selon lequel aucun "juif" n'est autorisé à être membre de l'association. Dans la période qui suit, tous les membres "juifs" sont licenciés.
Après une pause de l'activité de l'association due à la guerre, l'association ne réussit tout d'abord pas à renaître dans l'après-guerre, sous l'influence du changement des conditions générales dans le Mecklembourg.
La division de l'Allemagne conduit d'abord à un développement à deux voies dans la période d'après-guerre. En RDA, les partisans des domaines d'activité traditionnels de l'association d'histoire régionale se forment d'abord dans de nouvelles structures sous l'égide du Kulturbund der DDR. La conservation du patrimoine archéologique, traditionnellement ancrée dans l'association, commence dans les années 1950, sous la direction d'Ewald Schuldt (de), à s'établir en tant que spécialité indépendante et à développer ses propres formes d'organisation. Après l'échec initial du rétablissement de l'association en République fédérale d'Allemagne au début des années 1980, un petit cercle de passionnés se réunit autour de Helge Bei der Wieden (de) en 1984 dans un groupe de travail juridiquement dépendant sous l'égide de la Fondation Mecklembourg (de) (à l'époque à Ratzeburg) et commence à poursuivre la série d'annales de l'ancienne association de tradition.
Le 16 novembre 1991, un peu plus d'un an après la réunification politique de l'Allemagne divisée, l'Association pour l'histoire et l'antiquité du Mecklembourg (Verein für mecklenburgische Geschichte und Altertumskunde e. V.) est fondée à Schwerin.
L'association pour l'histoire et l'antiquité du Mecklembourg a traditionnellement et encore aujourd'hui son siège et son bureau dans les archives principales d'État de Schwerin (de). Aujourd'hui, c'est l'une des plus anciennes associations d'histoire allemandes.

## Publications
- Jahrbücher des Vereins für Mecklenburgische Geschichte und Altertumskunde. Bd. 1 (1836) bis 94 (1930), ab 95 (1931) sous le titre Mecklenburgische Jahrbücher (de) [zuletzt erschienen: Bd. 135 (2020)].
Die Bände 1 (1836) bis 104 (1940) sind als Digitalisate und Volltext nutzbar, ebenso die Bände 105 (1985) bis 134 (2019)
- Mecklenburgisches Urkundenbuch. Bd. 1 (1863) bis 25,A (1936) sowie Bd. 25,B (1977).